# Fátima Baeza
Fátima Baeza Medina (Madrid, 22 de Maio de 1973) é uma atriz espanhola.

## Biografia
Fátima Baeza é licenciada pela 'Real Escuela Superior de Arte Dramático de Madrid' e conta com uma vasta experiência como atriz de teatro, também fez papeis pequenos em várias séries de televisão como Farmácia de Guardia, Hermanas e El Comisario, até que ela virou uma das protagonistas de Hospital Central. Com o seu papel nesta série, o da enfermeira Esther García, ficou mais conhecida entre o público em geral, e já vem fazendo esse papel há mais de 7 anos.
Fátima participou em várias curtas-metragens, numerosas peças de teatro e também como convidada em vários programas de televisão, como 'El programa de Ana Rosa', 'Lo + plus', 'Las mañanas de Cuatro' e 'Passabalabra'.
Vive atualmente com Guillermo Ortega, também ator. Conheceu-o quando os dois estudavam interpretação na RESAD. Em 2005 trabalharam juntos na curta-metragem 'Queridos Reyes Magos' de Tirso Calero. Fruto da sua relação com o ator, em 2007, nasceu Alma, a sua primeira filha, cuja gravidez coincidiu com a sua personagem em Hospital Central.
Em Março de 2008 incorpora-se na gravação da 15ª Temporada, depois da baixa por maternidade e continuou até acabar a 19º Temporada.
Neste momento encontra-se na serie Toledo onde volta a contracenar com Patrícia Vico.

## Carreira

### Televisão
| Ano           | Título             | Personagem         | Notas              |
| ------------- | ------------------ | ------------------ | ------------------ |
| 2012-presente | Toledo             |                    | Alguns episódios   |
| 2000-2011     | Hospital Central   | Esther García Ruiz | Todos os episódios |
| 1999          | El Comisario       | Tienda             | Alguns episódios   |
| 1998          | Hermana            |                    | Alguns episódios   |
| 1993-1995     | Famacia de Guardia | Mariví             | Alguns episódios   |

### Filmografia
| Ano  | Título                | Personagem | Notas          |
| ---- | --------------------- | ---------- | -------------- |
| 2010 | Spot                  |            | Curta-metragem |
| 2009 | Emperrado             | Mother     | Curta-metragem |
| 2008 | El amor se mueve      |            |                |
| 2005 | Lo que tú quieras oír | Sofía      | Curta-metragem |
| 2005 | Queridos reyes magos  |            | Curta-metragem |
| 2004 | Campos de Luz         | Chica off  | Curta-metragem |
| 2003 | Las Flores de Bach    |            |                |

### Teatro
| Título                                               | Papel           |
| ---------------------------------------------------- | --------------- |
| Internautas                                          | Antonio M. Mesa |
| El diario del sol rojo                               | Yolanda Pallin  |
| Fausto de Goethe                                     | Gotz Loepelmann |
| Torrijas de cerdo                                    | Antonio M. Mesa |
| La función Delta                                     | Raquel Toledo   |
| La operación de fuego y nacar                        | Els Comediants  |
| Amor de Don Perlimplim con Belisa en su jardín       | Antonio Florian |
| La Celestina                                         |                 |
| Marat-sade de Peter Weiss                            | Antonio Malonda |
| La tinaja de Pirandello!                             | Jesús Salgado   |
| La cabeza del dragón de Ramón María del Valle Inclán | Jesús Salgado   |
| La función Delta                                     | Raquel Toledo   |
| Saltanubes                                           | Olga Margallo   |
| Almada                                               | Eva Hivernia    |

## Prêmios e indicações
| Ano  | Trabalho nomeado   | Prêmio           | Indicação                       | Resultado |
| ---- | ------------------ | ---------------- | ------------------------------- | --------- |
| 2005 | "Hospital Central" | Unión de Actores | Melhor atriz secundária         | Indicado  |
| 2005 | "Hospital Central" | Shangay          | Melhor interpretação            | Venceu    |
| 2005 | "Hospital Central" | LesGay           | Melhor visibilidade homossexual | Venceu    |
| 2004 | "Hospital Central" | Gayo             | Melhor atriz de TV              | Venceu    |